# Valeyres-sous-Montagny
Valeyres-sous-Montagny är en ort och kommun i distriktet Jura-Nord vaudois i kantonen Vaud, Schweiz. Kommunen har 703 invånare (2023).